# Hypsolebias picturatus
Hypsolebias picturatus, es una especie de pez actinopeterigio de agua dulce, de la familia de los rivulines.

## Morfología
Con el cuerpo muy colorido y una longitud máxima descrita de solo 4,3 cm en machos y 2,3 cm en hembras.

## Distribución y hábitat
Se distribuye por ríos de América del Sur, solo es conocida en su localidad tipo en Volta das Pedras (Estado de Bahía), en la cuenca fluvial del São Francisco en el este de Brasil. Son peces de agua dulce tropical, de comportamiento pelágico que no viven pegados al fondo, habitando pequeños pantanos y charcas temporales. Se evaluó como especie "vulnerable" debido a una disminución de la población inferida de más del 30% en los últimos diez años, debida a la disminución de la calidad del hábitat ya un aumento de la contaminación del agua en la cuenca del río São Francisco, así como también porque la mayoría de otros miembros de su género están igualmente amenazados.